# Burg Rotwasserstelz
Die Burg Rotwasserstelz, auch Rotenleim, Schloss Rötteln, Röteln oder Burg Kaiserstuhl genannt, ist eine Felsenburg auf einem 343 m ü. NN hohen Korallenrifffelsen des Malm in Ortslage der Gemeinde Hohentengen am Rhein im Landkreis Waldshut in Baden-Württemberg. Sie liegt am nördlichen Brückenkopf des Flussübergangs zur Schweiz gegenüber der aargauischen Gemeinde Kaiserstuhl.

## Geschichte
Die im 12. Jahrhundert von der Familie von Wasserstelz erbaute Burg wurde erstmals 1163 erwähnt. 1185 wird ein Ludwig von Rötteln, der im Dienste der Herzöge von Zähringen stand, urkundlich erwähnt. 1362 ist Hans von Rötteln habsburgischer Lehnsmann. Am 1. Mai 1294 kam die Herrschaft Rötteln durch Verkauf der Regensberger an das Hochstift Konstanz. Die Burg wurde 1294 ausgebaut und erhielt 1787 ihre heutige Gestalt. Burg Rötteln war der Sitz des Obervogtes der Herrschaft Kaiserstuhl, (dazu gehörten: Kaiserstuhl, Lienheim, Hohentengen am Hochrhein, Herdern mit dem Türnerhof, Weisswasserstelz mit der Guggenmühle, Schwarzwasserstelz mit Fisibach und Weiach) und wurde vom Bistum Konstanz verliehen. Im Jahr 1507 wurde Konrad IV. Heggenzer von Wasserstelz, der Vater des Johann Melchior Heggenzer von Wasserstelz hier Obervogt. Am 23. September 1601 verstarb der Obervogt Ludwig Tschudi von Glarus. Sein Epitaph befindet sich in der Kirche von Hohentengen.

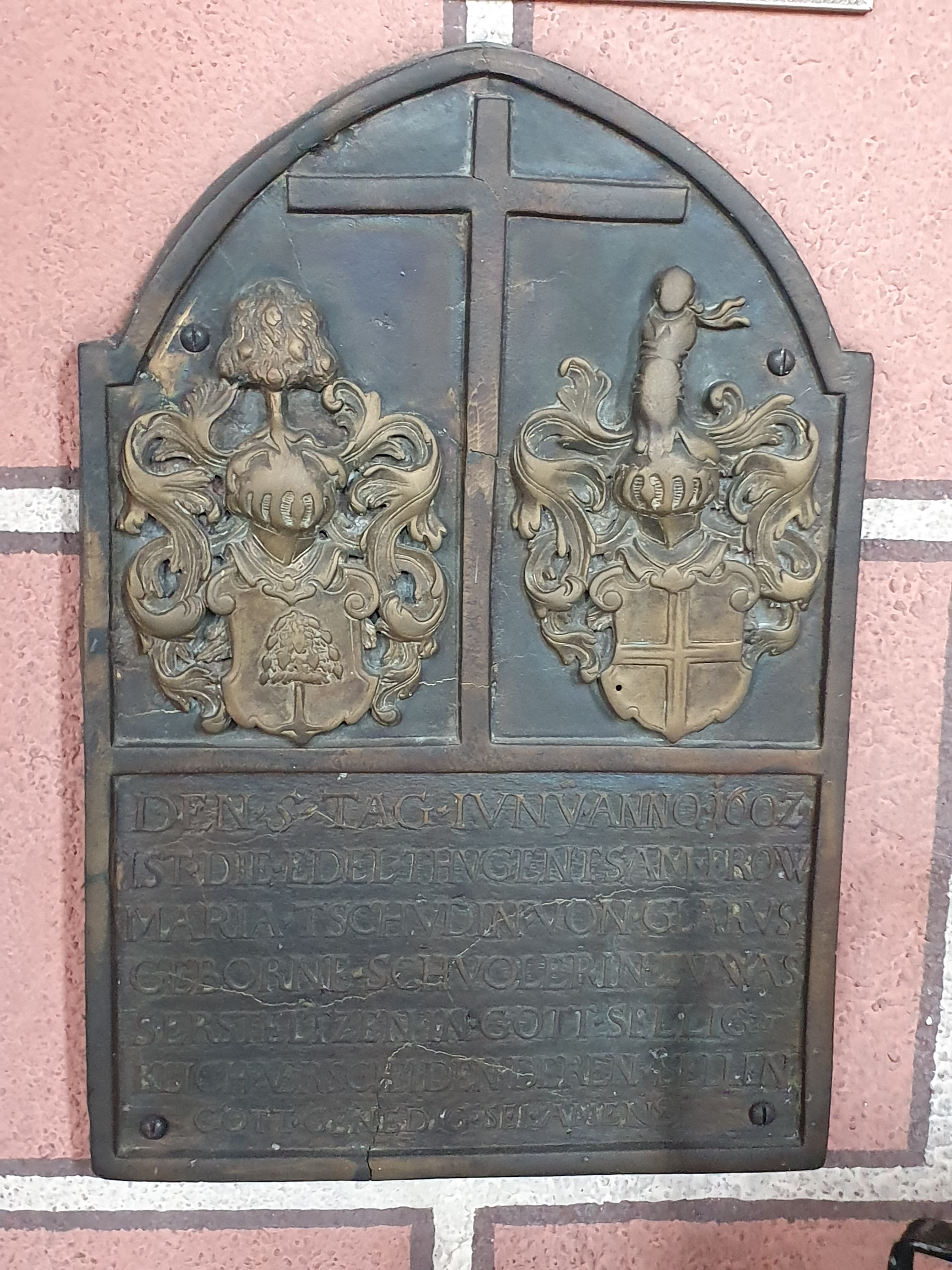
Epitaph für Ludwig Tschudi von Glarus

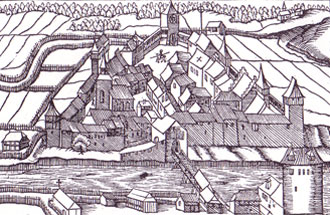
Chronik des Johannes Stumpf: Burg Rotwasserstelz im Vordergrund

Die Herrschaft blieb beim Hochstift Konstanz bis zum Luneviller Frieden am 9. Februar 1801, wonach das Hochstift Konstanz an die Markgrafen von Baden kam. Der letzte Obervogt war der Geheimrat von Würz. Die Burg wurde im Jahre 1823 für 6775 Gulden an den Oberzoller Mathäus Ackermann verkauft. 1889 erwarb sie der Papierfabrikant Lenz in Wehr. Dieser verkaufte sie wieder an Kaufmann Mutter aus Todtmoos. Auch heute ist die Burg Privatbesitz.
Zur Burg gehörten: Der alte Turm, das Zollamt, Scheuer und Stallung, der Felsenkeller und das rote Häusle, 7 Juchert Wiesen und 3 Juchert Ackerland.
In der Umgebung befinden sich auch die spätgotische St. Antonius-Kapelle (100 m östlich), die Ruine der Burg Weisswasserstelz und im Rhein befindet sich der Ort des Inselschlosses Schwarzwasserstelz (auf dem Felsen steht heute noch ein Bunker).

## Die Rheinbrücke bei der Burg
Die Rheinbrücke Kaiserstuhl–Hohentengen wird urkundlich erstmals 1294 erwähnt. Auf der Kaiserstuhler Seite war eine Fallbrücke eingebaut. 1554 wurde eine neue Brücke gebaut. 1768 stürzte ein Teil ein und musste neu gebaut werden, 1799 wurde sie von den Franzosen verbrannt, 1817 vom Hochwasser weggerissen, 1822 wieder neu, 1876 wieder weggerissen vom Hochwasser, im Jahre 1890 wurde die Brücke in einer Eisenkonstruktion erstellt.